# Amy's Baking Company
エイミーズ・ベイキング・カンパニーはキッチンナイトメアのシーズン6・エピソード16で、トータルで82番目のエピソードである。 このエピソードは2013年5月10日に初放送され、ゴードン・ラムゼイがアリゾナ州スコッツデールにある エイミーズ・ベイキング・カンパニーのオーナーである エイミーとサミー・ブザグロのレストラン再建へ向けての手助けをすることが要になっている。
このエピソードは、両イギリス版とアメリカ版の「キッチン・ナイトメア」の歴史の中で、ラムゼイがオーナーとの対立によってレストランの改善を完了できなかった唯一の回となった。 二人のオーナーによる暴力的な言動はソーシャルメディア上で否定的な注目を集め、その注目への彼らの反応がさらに議論を呼び、フォーブスはこれを「ソーシャルメディアに投稿されたコメントに対して、企業がどういう対応をしてはいけないか」の参考例として紹介した。
2014年4月11日にシーズン7のプレミア版として続編となるエピソード「Return to Amy's Baking Company」が放送された。